# 井阪隆一
井阪 隆一（いさか りゅういち、1957年10月4日 - ）は、日本の企業家。セブン&アイ・ホールディングス代表取締役社長、日本経団連審議員会副議長、日本銀行参与。

## 略歴
井阪健一（野村證券副社長、東京証券取引所副理事長、大阪経済大学理事長を歴任）の子として東京都に生まれる。
東京都立駒場高等学校、青山学院大学法学部卒業後、1980年セブン-イレブン・ジャパンに入社。虎丸店の店員、商品本部食品部シニアマーチャンダイザー、取締役商品本部食品部長、取締役執行役員商品本部食品部長、取締役常務執行役員商品本部食品部長を経る。2009年5月に代表取締役社長（最高執行責任者）に昇格、同時に（株）セブン&アイ・ホールディングス取締役に就任した。前任の山口俊郎は退任し、顧問に就任。
2016年5月、セブン&アイ・ホールディングス社長に昇格。2018年5月、日本経団連審議員会副議長。2020年9月、日本銀行参与。